# Европейский суд по правам человека

Государства — участники Совета Европы, находящиеся под юрисдикцией ЕСПЧ

Европе́йский суд по права́м челове́ка (ЕСПЧ) (также встречается написание Европейский Суд по правам человека, англ. European Court of Human Rights, фр. Cour européenne des droits de l’homme) — международный судебный орган, юрисдикция которого распространяется на все государства — члены Совета Европы, ратифицировавшие Европейскую конвенцию о защите прав человека и основных свобод, включающий все вопросы, относящиеся к толкованию и применению конвенции, включая межгосударственные дела и жалобы отдельных лиц.

## История ЕСПЧ
Вступившая в силу 3 сентября 1953 года Европейская конвенция о защите прав человека и основных свобод не только провозгласила основополагающие права человека, но и создала особый механизм их защиты.
Первоначально этот механизм включал три органа, которые несли ответственность за обеспечение соблюдения обязательств, принятых на себя государствами — участниками конвенции: Европейскую комиссию по правам человека, Европейский суд по правам человека и Комитет министров Совета Европы.
С 1 ноября 1998 года, по вступлении в силу Протокола № 11, первые два из этих органов были заменены единым, постоянно действующим Европейским судом по правам человека. Его местонахождение — Дворец прав человека в Страсбурге (Франция), где находится и сам Совет Европы.
Согласно первоначальной системе, все жалобы, поданные индивидуальными заявителями или государствами — участниками конвенции, становились предметом предварительного рассмотрения Европейской комиссии по правам человека. Она рассматривала вопрос об их приемлемости и при положительном решении передавала дело в Европейский суд по правам человека для принятия окончательного, имеющего обязательную силу решения. Если дело не передавалось в суд, оно решалось Комитетом министров. С 1 октября 1994 года заявителям было предоставлено право самим передавать свои дела в суд по жалобам, признанным Комиссией приемлемыми.
Европейский суд призван обеспечивать неукоснительное соблюдение и исполнение норм конвенции её государствами-участниками. Он осуществляет эту задачу путём рассмотрения и разрешения конкретных дел, принятых им к производству на основе индивидуальных жалоб, поданных физическим лицом, группой лиц или неправительственной организацией. Возможна также подача жалобы на нарушение конвенции государством — членом Совета Европы со стороны другого государства-члена.
Начав свою деятельность в 1959 году, Европейский суд к концу 1998 года (когда он был реформирован) принял решения по существу в 837 делах, подавляющее большинство из которых — по жалобам граждан. Первое решение по существу дела суд принял в 1960 году (Lawless v. Ireland), первое решение по существу в пользу заявителя — в 1968 году (Neumeister v. Austria). После реформы суда в 1998 году его активность повысилась, и к началу 2010 года суд вынес уже 12 198 решений по существу, из них в 10 156 констатировал нарушения конвенции или её протоколов.

### ЕСПЧ с 2009 года: изменения порядка рассмотрения жалоб и требований к ним
В 2009—2018 годах был принят ряд нормативных актов, которые изменили порядок рассмотрения жалоб, правила их подачи, ввели приоритетность рассмотрения жалоб и ограничили право на обращение по незначительным делам.
Во-первых, в июне 2009 года в Регламент ЕСПЧ были внесены изменения, установившие разбивку всех жалоб на шесть категорий (жалобы более высокой категории рассматриваются раньше, чем жалобы более низкой, хотя Председатель ЕСПЧ или Большая палата ЕСПЧ вправе отдать приоритет в рассмотрении любой жалобе):
1. Срочные жалобы (если под угрозу поставлена жизнь или здоровье заявителя, заявитель из-за нарушения прав лишён свободы, имеют место иные обстоятельства, связанные с личной или семейной жизнью заявителя, особенно если под угрозой благополучие ребёнка, а также жалобы, по которым применены обеспечительные меры, предусмотренные Правилом 39 Регламента Европейского суда по правам человека);
2. Жалобы, поднимающие вопросы, способные оказать влияние на эффективность конвенционной системы (например, касающиеся системных и чрезвычайно распространенных ситуаций, которые ещё не были предметом рассмотрения ЕСПЧ, жалобы, по которым выносятся пилотные Постановления ЕСПЧ) или жалобы, в которых поднимаются важные вопросы, затрагивающие общие интересы (в частности, касающиеся вопросов, способных оказать значительное влияние на национальные или европейскую правовые системы);
3. Жалобы, основными вопросами которых в соответствии с предварительной оценкой являются нарушения статей 2, 3, 4 и пункта 1 статьи 5 Европейской конвенции о защите прав человека и основных свобод, независимо от того, являются ли они повторяющимися, а также жалобы на непосредственные угрозы физической целостности и достоинству человека;
4. Представляющиеся обоснованными жалобы на нарушения других статей Конвенции.
5. Жалобы на нарушения, которые являлись предметом разбирательств, завершившихся вынесением пилотных или наиболее значимых Постановлений Европейского суда по правам человека («повторяющиеся дела»)
6. Жалобы, приемлемость которых вызывает сомнения.
7. Очевидно неприемлемые жалобы.

Во-вторых, с 1 января 2014 года были отменены так называемые «предварительные жалобы» (изменили Регламент суда). Ранее в ЕСПЧ заявитель подавал жалобу в свободной форме, а потом по инструкциям суда переоформлял её. При этом поданная «предварительная жалоба» прерывала шестимесячный срок на обращение. Вместо этого судом был опубликован формуляр (на языках стран Совета Европы), который заявитель должен заполнять, распечатывать и направлять по почте в ЕСПЧ. Днем подачи жалобы в ЕСПЧ стал считаться день направления по почте полностью заполненного формуляра с документами.
В-третьих, от заявителя Формуляр жалобы стал требовать приложить качественные копии документов, подтверждающих доводы его жалобы.
В-четвертых, решение о приемлемости жалобы стал принимать единоличный судья, а не тройка судей.
В-пятых, с момента вступления в силу Протокола № 10 к Европейской конвенции суд получил право отклонять жалобы в случае, если их податель не понёс значительного ущерба от нарушения прав.
С января 2019 года ЕСПЧ в порядке эксперимента (сроком на 1 год) ввёл новый порядок рассмотрения признанных приемлемыми жалоб (за исключением жалоб, касающихся новых для ЕСПЧ вопросов права):
- До начала рассмотрения жалобы заявителю и государству-ответчику обязательно предлагается заключить мировое соглашение. На переговоры о мировом соглашении отводится 12 недель;
- В случае недостижения мирового соглашения ЕСПЧ предлагает государству-ответчику выступить с односторонней декларацией — признать нарушение прав заявителя и предложить заявителю компенсацию (исходя из практики ЕСПЧ);
- В случае отказа правительства страны-ответчика выступить с односторонней декларацией ЕСПЧ приступает к обычному состязательному процессу. На него отводится 12 недель.

Ряд изменений в порядок работы ЕСПЧ вносит протокол № 15 к Европейской конвенции:
- Государство, в отношении которого подана жалоба, лишено права возражать против уступки дела в Большую палату ЕСПЧ;
- Срок обращения в ЕСПЧ для заявителя сокращён с 6 месяцев до 4 месяцев;
- ЕСПЧ запрещено признавать приемлемой жалобу, по которой заявитель не понёс значительного ущерба. До протокола № 15 ЕСПЧ не мог отказать в приёме такой жалобы, если дело заявителя не было должным образом рассмотрено национальным судом. После вступления в силу протокола № 15 ЕСПЧ может принять такую жалобу к рассмотрению из уважения к праву.

По состоянию на 1 мая 2017 года Протокол № 15 был ратифицирован тридцатью четырьмя странами Совета Европы (включая Россию). 21 апреля 2021 года Протокол № 15 ратифицировала последняя из стран Совета Европы — Италия, после чего была определена дата вступления его в силу — 1 августа 2021 года.

## Территориальная подсудность: выбор государства-ответчика
ЕСПЧ исходит из того, что каждая страна, входящая в Совет Европы, отвечает только за нарушения Конвенции и Протоколов к ней на территории, которую фактически контролирует. Государство может не признавать часть этой территории своей, но это обстоятельство не имеет значения. Например, ЕСПЧ рассматривает Приднестровскую Молдавскую Республику как территорию, которую контролирует Россия (власти России отрицают факт наличия контроля) и признает обязанность России компенсировать вред, причиненный лицам на территории Приднестровья со стороны государственных органов.
В 2021 году Большая палата ЕСПЧ по делу № 38263/08 признала, что Россия после завершения войны в Грузии осуществляла фактический контроль над Южной Осетией, Абхазией и «буферной зоной» в период с 12 августа по 10 октября 2008 года, когда были официально выведены российские войска, и потому события, произошедшие после прекращения боевых действий, подпадают под юрисдикцию Российской Федерации.
Утрата фактического контроля над территорией освобождает власти государства от обязанности отвечать за нарушения прав человека, которые на этой территории совершены после утраты государством фактического контроля. В жалобе по делу «Хлебик против Украины» заявитель настаивал, что был лишен права на справедливое судебное разбирательство, так как украинский суд более 4 лет не мог рассмотреть его апелляционную жалобу на не вступивший в законную силу приговор суда, поданную в Луганской области (территория непризнанной ЛНР) до начала боевых действий (сам Хлебик оставался под стражей в Старобельске, на территории, которую контролировали украинские власти). ЕСПЧ признал 25 июля 2017 года, что власти Украины не нарушили права заявителя на справедливое судебное разбирательство, так как из-за войны Луганский областной суд эвакуировался с территории ЛНР и утратил доступ к материалам дела заявителя, которые оказались под контролем властей непризнанной республики. Таким образом, Хлебик содержался под стражей властями Украины на основании приговора, который в законную силу не вступил и никогда не вступит, так как рассмотреть на него апелляционную жалобу украинский суд не мог. При этом ЕСПЧ отметил, что так как Хлебик не подал жалобу одновременно против России, то ЕСПЧ был ограничен при её рассмотрении.
В деле «Цезарь и другие против Украины» заявители оспаривали тот факт, что для получения социальных выплат им приходится по требованию украинских властей подавать в суд на территории Украины, а сами они проживали на территории, утраченной Украиной во время войны в Донбассе. ЕСПЧ признал 13 февраля 2018 года, что требование властей Украины к жителям Донбасса подавать для получения социальных выплат иски в суды на территории, контролируемой властями Украины (вне места проживания заявителей), не нарушило права заявителей.
Отсутствие фактического контроля со стороны государства-ответчика не означает, что заявитель не имеет права подать против него жалобу. Так двое грузинских граждан, арестованные и осуждённые властями Абхазии, а позднее освобождённые после переговоров, которые провела Грузия, подали жалобы в ЕСПЧ как против России, так и против Грузии. В своём решении от 19 декабря 2023 года по делу «O.J. and J.O. v. Georgia and Russia» ЕСПЧ признал, что несмотря на то, что власти Грузии не контролировали территорию Абхазии, есть основания рассмотреть доводы жалобы о нарушении прав заявителей как со стороны властей России (в итоге ЕСПЧ установил нарушения и обязал Россию выплатить компенсацию), так и со стороны властей Грузии (в итоге ЕСПЧ нарушений со стороны Грузии не установил).

## Условия подачи жалоб
Прежде, чем жалоба будет подана в суд, необходимо строгое соблюдение нескольких непременных условий.
1. Предметом жалобы могут быть только права и свободы, гарантируемые конвенцией или её протоколами. Перечень этих прав достаточно широк, но в нём отсутствуют некоторые права, известные новейшему конституционному законодательству. В частности, Конституция РФ (глава 2, «Права и свободы человека и гражданина»), охватывая все права человека, о которых говорит конвенция, называет и некоторые другие, например, право на труд в условиях, отвечающих требованиям безопасности и гигиены, право на социальное обеспечение и др. Эти права закреплены в другой конвенции Совета Европы — Европейской социальной хартии, однако юрисдикция Европейского суда основана исключительно на конвенции о защите прав человека и основных свобод.
2. Согласно статье 34 Европейской конвенции о защите прав человека и основных свобод, суд может принимать жалобы от любого физического лица, любой неправительственной организации или любой группы частных лиц, которые утверждают, что явились жертвами нарушения со стороны государств — участников конвенции (они называются в конвенции высокими договаривающимися сторонами) их прав, признанных в конвенции или в протоколах к ней.

Заявителю не обязательно являться гражданином государства — члена Совета Европы или вообще гражданином государства, на которое он подаёт жалобу.
Чаще всего при рассмотрении жалоб суду приходится иметь дело с так называемыми прямыми (непосредственными) жертвами: обращающееся лицо само непосредственно уже стало жертвой нарушения его права.
Кроме этого, в практике Европейского суда существуют и другие понятия жертвы. Лицо может быть признано потенциальной жертвой в случае, если оно подвергается реальному риску применения к нему законодательства, противоречащего Европейской конвенции, и его права, закреплённые в конвенции, будут нарушены. В данном случае очень важно указать, почему к заявителю применимы положения законодательства, при каких обстоятельствах существует реальный риск такого применения.
Косвенная жертва: в практике Европейского суда признано, что лицо может испытывать нарушение своих личных прав и из-за того, что нарушены права другого. Поэтому в определённых обстоятельствах лицо может подать жалобу о нарушении своих прав несмотря на то, что само непосредственно не претерпевало ущерба. Для этого необходимо, чтобы у этого лица с непосредственной жертвой была очень близкая связь (родственная или иная). Наиболее распространённым примером является обращение родственников лица, пострадавшего по вине государственных органов по причине необеспечения ими надлежащей защиты права на жизнь, в результате чего родственники испытывают нравственные страдания и несут материальные убытки.
1. Жалоба должна быть подана не позднее 4 месяцев после того, как исчерпаны все эффективные (с точки зрения ЕСПЧ) средства обжалования в национальном суде;
2. Жаловаться можно только на те нарушения, которые имели место после даты ратификации конвенции государством. В случае с Российской Федерацией такой датой будет 5 мая 1998 года.
3. Для того, чтобы жалоба была признана приемлемой по существу, заявителем должны быть исчерпаны все эффективные (с точки зрения ЕСПЧ) внутригосударственные средства защиты своего права, и прежде всего судебные средства такой защиты.
4. Жалобы, направляемые в Европейский суд, должны касаться событий, за которые несёт ответственность государственная власть. Жалобы против частных лиц и организаций Европейским судом не принимаются к рассмотрению.
5. Жалоба должна быть подана на официальном формуляре утвержденном ЕСПЧ.

### Недопустимость злоупотребления правом подачи в ЕСПЧ
В силу статьи 17 Европейской конвенции её покровительства лишены лица (группы лиц), действия которых направлены на подрыв (полное уничтожение) демократических ценностей, охраняемых Конвенцией. Поэтому ЕСПЧ может на основании ст. 35 Конвенции отклонить любую жалобу, если сочтет, что её податель злоупотребил правом. Из этого правила есть исключения (прописанные в практике ЕСПЧ):
- Не рассматриваются как злоупотребление заявителем правом (по ст. 17 Конвенции) нарушения в отношении заявителя, предусмотренные ст. ст. 5 и 6 Конвенции. ЕСПЧ последовательно констатирует, что никто в правовом государстве не может быть лишен гарантий Конвенции на стадиях предварительного расследованиями и судебного разбирательства;
- Не рассматриваются как злоупотребление правом сами мотивы заявителя при обращении в ЕСПЧ. В деле «Shamayev и 12 других против Грузии и России» власти стран-ответчиков утверждали, что, обращаясь в ЕСПЧ, заявители стремились уклониться от правосудия. ЕСПЧ эти доводы отклонил, отметив, что жалобу можно отклонить на основании злоупотребления правом, только если жалоба явно основана на вымышленных фактах. В жалобах же заявителей были описаны реальные события, и власти не доказали, что факты были вымышлены. В деле «Frizen против России» заявительница жаловалась на конфискацию у неё автомобиля в связи с уголовным делом против её мужа. Власти России настаивали, что заявительница злоупотребляет правом, так как пытается вернуть имущество, конфискованное по приговору суда у мужа. Но ЕСПЧ отклонил эти доводы. В деле «Zhigalev против России» власти приобщили интервью заявителя, где говорилось: «Когда я только составлял заявление, „добрые люди“ посоветовали: мол, где ты видел, чтобы кому-нибудь удавалось обмануть государство?». На этом основании власти России обвинили заявителя, что он обратился в ЕСПЧ, чтобы обмануть государство и, мол, тем самым злоупотребил правом на подачу жалобы. ЕСПЧ эти доводы властей отклонил.

ЕСПЧ отметил, что отклонение жалобы по причине злоупотребления заявителем правом — это исключительная мера («Mirolubovs и другие против Латвии»).
Примеры злоупотреблений правом (согласно практике ЕСПЧ):
- Дезинформация ЕСПЧ со стороны заявителя путем искажения фактов при подаче жалобы («Варбанов против Болгарии»);
- Подача жалобы от чужого имени (не по доверенности) — «Drijfhout против Нидерландов»;
- Подделка документов, направленных в суд («Jian против Румынии» и другие);
- Изначальное несообщение заявителем суду ключевой информации по своему делу («Al-Nashif против Болгарии» и другие);
- Несообщение заявителем ЕСПЧ о тех важных изменениях, которые произошли уже в ходе разбирательства по его жалобе.

Известен по крайней мере один случай, когда ЕСПЧ признал злоупотреблением правом негативные высказывания заявителя в адрес ЕСПЧ. Российский ЛГБТ-активист Николай Алексеев неоднократно публично высказывал свое недовольство в связи с решениями ЕСПЧ по его жалобам, поданным против России. В июле 2019 года ЕСПЧ по жалобе Николая Алексеева вынес решение, в котором признал злоупотребление со стороны Алексеева правом на подачу жалобы в связи с его оскорбительными высказываниями в социальных сетях в адрес ЕСПЧ. В связи с этими словами Алексеева ЕСПЧ отказался рассматривать его жалобу и отметил:

Неприемлемо искать защиты у суда, к которому [истец] потерял всякое доверие
ЕСПЧ иногда объединяет дела нескольких заявителей. Практика ЕСПЧ показывает, что в объединенном деле признание неприемлемой за злоупотреблением правом жалобы одного из заявителей вовсе не влечет признания неприемлемыми жалоб других заявителей. Так, 16 января 2020 года ЕСПЧ вынес решение по делу «Алексеев и другие против России». В рамках этого дела ЕСПЧ объединил жалобы нескольких заявителей (в том числе Николая Алексеева), которые оспаривали запрет властями в России гей-парадов. Почти каждая из этих жалоб была подана несколькими лицами (в том числе Алексеевым). В ходе рассмотрения дела жалобы Алексеева были признаны неприемлемыми за оскорбительные высказывания в адрес ЕСПЧ. Однако жалобы других заявителей ЕСПЧ рассмотрел и признал, что власти России нарушили их права (впрочем, никакой компенсации ЕСПЧ заявителям не назначил).

### Признание жалобы неприемлемой, если она подана одновременно в другой международный орган
Если поданная в ЕСПЧ жалоба является «по существу аналогичной» жалобе, поданной в другой международный орган (например, Комитет ООН по правам человека или в Рабочую группу ООН по произвольным задержаниям), то ЕСПЧ признает жалобу неприемлемой. ЕСПЧ в решениях по делам «Перальди против Франции», «Иллиу и другие против Бельгии» и «Гюрдениз против Турции» признавал, что рассмотрение обращения в Рабочей группе является «другой процедурой международного разбирательства или урегулирования» по смыслу пункта 2(Ь) статьи 35 Конвенции о защите прав человека и основных свобод. В деле «Перальди против Франции» ЕСПЧ провёл прямую аналогию между Рабочей группой и Комитетом по правам человека. Жалоба Перальди была признана ЕСПЧ неприемлемой несмотря на то, что аналогичную жалобу в Рабочую группу подал не сам Перальди, а его брат. Причем жалоба адвоката Перальди в ЕСПЧ была подана в январе 2005 года, тогда как в Рабочую группу брат Перальди обратился позднее — в марте 2005 года.

### Признание жалоб неприемлемыми, так как заявитель не понес значительного ущерба
ЕСПЧ может признать жалобу неприемлемой, если заявитель не понес значительного ущерба в результате нарушения его прав со стороны государства ответчика. При этом критерии того, какой ущерб считать незначительным, не определены. 19 ноября 2019 года ЕСПЧ опубликовал решение по делу «Оботе против России», по жалобе Андрея Оботе, оштрафованного судом в России на 500 рублей (22 евро). Власти России указывали, что ущерб, понесенный Оботе, был незначителен и потому его жалоба должна быть признана неприемлемой. ЕСПЧ признал, что штраф действительно был небольшим и заявитель не привел никаких аргументов, что штраф был для него значительным. Однако ЕСПЧ указал, что Оботе получил из-за самого факта привлечения к административной ответственности такое воздействие, которое повлияет на его дальнейшую реализацию права на свободу собраний. Поэтому ЕСПЧ отметил, что Оботе понес значительный ущерб в результате самого факта возбуждения в отношении него дела об административном правонарушении. Соответственно жалоба Оботе была признана приемлемой, установлено нарушение статьи 11 Европейской конвенции о защите прав человека и основных свобод. Оботе была назначена компенсация морального вреда в размере 4 тысяч евро.

### Неисчерпание новых эффективных средств правовой защиты
Условием признание жалобы приемлемой является исчерпание заявителем эффективных (с точки зрения ЕСПЧ) национальных средств правовой защиты. Практика ЕСПЧ показывает, что бывают случаи, когда заявитель исчерпал все эффективные национальные средства правовой защиты, его жалоба была признана ЕСПЧ приемлемой, но (после принятия его жалобы к рассмотрению) появилось новое национальное эффективное средство правовой защиты. В этом случае ЕСПЧ снимал жалобу заявителя с рассмотрения — до исчерпания им нового национального средства правовой защиты. Так в апреле 2020 года ЕСПЧ признал неприемлемой жалобу шести российских заявителей (дело «Шмелев и другие против России».), жаловавшихся на ненадлежащие условия их содержания в местах лишения свободы. Причиной стали изменения в российском законодательстве декабря 2019 года, которые ввели право заключенного обжаловать в трехмесячный срок условия его содержания (вне зависимости от вины должностных лиц) в российский суд. Данный правовой механизм ЕСПЧ признал эффективным средством. На этом основании ЕСПЧ принял решение приостановить рассмотрение всех жалоб российских заключенных на условия их содержания. Российским заключенным-заявителям было предложено до 27 июня 2020 года подать жалобу в российский суд в новом порядке. В случае непрохождения этой процедуры жалоба заключенного будет признана ЕСПЧ неприемлемой. Решение ЕСПЧ коснулось большого количества жалоб. По состоянию на март 2020 года на рассмотрении ЕСПЧ находились поступившие из России 1450 жалоб на условия содержания в СИЗО и 3600 жалоб на условия содержания в колониях. Таким образом, требование исчерпать новое эффективное российское средство обжалования было распространено ЕСПЧ как на будущие жалобы, так и на поданные до его появления. В апреле 2020 года ЕСПЧ снял с рассмотрения (до исчерпания нового эффективного средства национальной защиты) сотни жалоб российских заключенных (в том числе поданных в ЕСПЧ в 2017—2019 годах до введения нового российского компенсаторного механизма). В одном из таких решений (вынесенном по жалобам 115 человек из России) сообщалось со ссылкой на дело «Шмелев и другие против России»:

новое компенсационное средство правовой защиты, предусмотренное [российским] законом, является эффективным… в отношении всех случаев, связанных с досудебным содержанием под стражей и некоторых случаев содержания в исправительных колониях

## Юрисдикция Европейского суда по правам человека

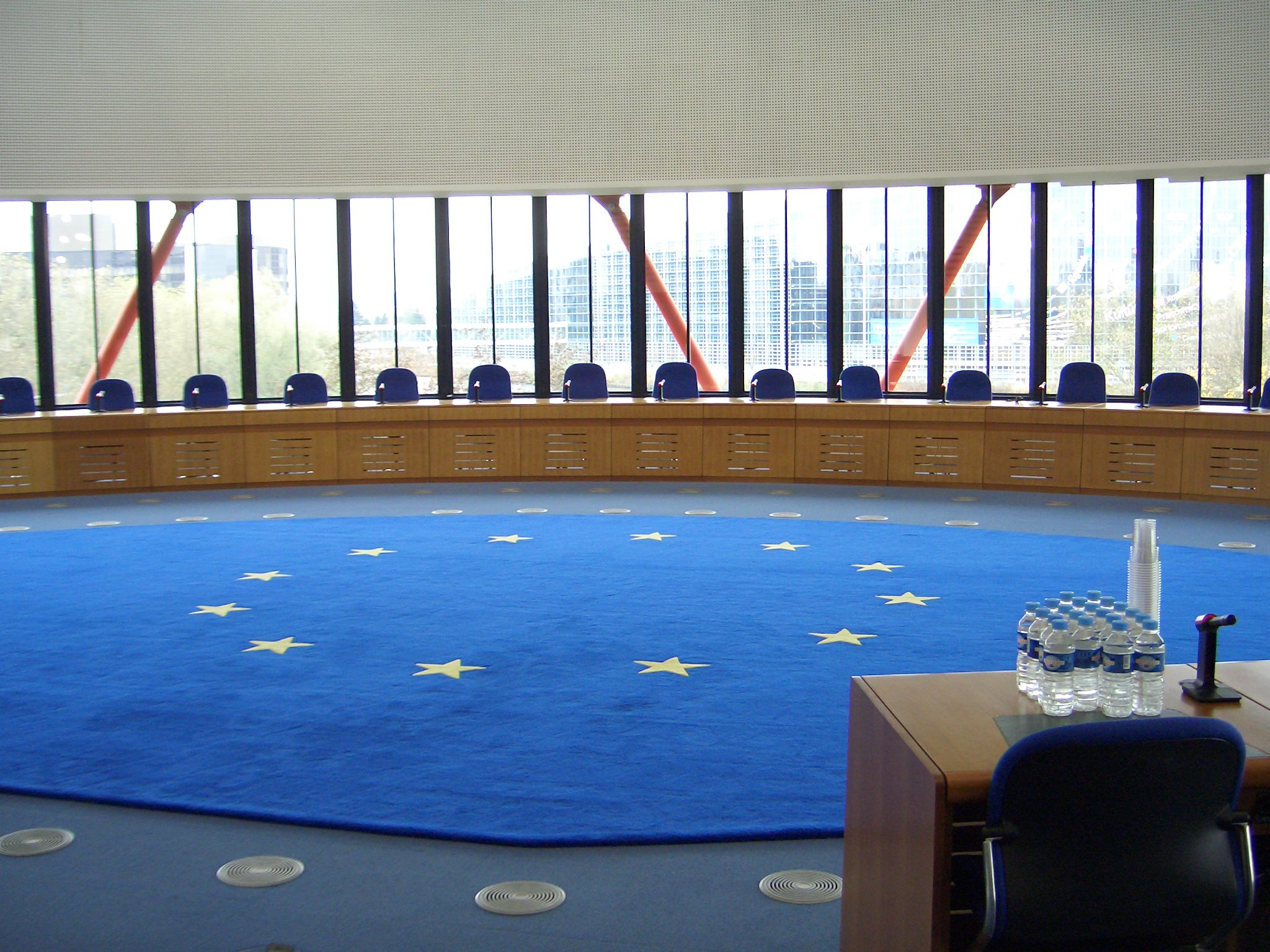
Зал суда

Общепризнанные принципы и нормы международного права и международные договоры Российской Федерации являются составной частью правовой системы РФ (ст. 15, ч. 4 Конституции РФ). Россия присоединилась к Европейской конвенции о защите прав человека и основных свобод и протоколам к ней (Федеральный закон от 30 марта 1998 г. № 54-ФЗ). Согласно этому закону (ст. 1) РФ признала ipso facto обязательную юрисдикцию Европейского суда по правам человека по толкованию и применению конвенции и протоколов к ней в случае предполагаемых нарушений Россией положений перечисленных международных договоров. Вступившие в силу для Российской Федерации в мае 1998 года конвенция и протоколы являются составной частью правовой системы страны и обладают большей юридической силой, чем национальные законы.
Европейский суд не является высшей инстанцией по отношению к судебной системе государства — участника конвенции. Поэтому он не может отменить решение, вынесенное органом государственной власти или национальным судом, не даёт указаний законодателю, не осуществляет абстрактного контроля национального законодательства или судебной практики, не имеет права давать распоряжения о принятии мер, имеющих юридические последствия. Суд рассматривает только конкретные жалобы с тем, чтобы установить, действительно ли были допущены нарушения требований конвенции. Однако суд вправе присудить «справедливое удовлетворение претензии» в виде финансовой компенсации материального ущерба и морального вреда, а также возмещение выигравшей стороне всех издержек и расходов.
Неисполнение решений суда государствами — членами Совета Европы, согласно Уставу Совета Европы, может привести к приостановлению членства государства и, в конце концов, в соответствии с решением Комитета министров, — исключению государства из состава Совета Европы. Бывают исключения, например, Великобритания отказалась выполнять решение ЕСПЧ по делу Хёрста. В случае, если государство констатирует, что без изменения законодательства или судебной практики рассмотренная Европейским судом ситуация может повториться, оно, как правило, осуществляет необходимые новации.
В соответствии со ст. 46 конвенции, надзор за исполнением решений суда осуществляет Комитет министров Совета Европы, который во исполнение этой нормы призван следить не только за своевременной выплатой денежной компенсации, но и за тем, как государство — участник конвенции исправляет ставшие очевидными в свете решения суда расхождения норм своего внутреннего права или позиции судебной практики со стандартами Совета Европы. Юридически решение, вынесенное судом, обязательно лишь для государства-ответчика по делу. Однако нередко значимость решений суда выходит за национальные пределы, воздействуя на право и судебную практику и других государств — участников конвенции.

## Компетенция Европейского суда по правам человека
Европейский суд по правам человека имеет право:
- рассматривать индивидуальные и межгосударственные жалобы, поданные в Европейский суд по правам человека против одного или нескольких государств — членов Совета Европы или против Европейского союза;
- признавать факт того, что было нарушено то или иное право заявителя;
- присудить выигравшему заявителю справедливую компенсацию;
- толковать Конвенцию о защите прав человека и основных свобод;
- устанавливать факт того, что какое-либо нарушение в определённом государстве носит массовый характер из-за системной проблемы, в связи с чем предписывать этому государству предпринять меры по исправлению этого недостатка;
- рассматривать запрос комитета министров Совета Европы по вопросу о том, не нарушило ли государство-ответчик своё обязательство по исполнению постановлений (решений) Европейского суда по правам человека;
- давать толкование ранее вынесенному постановлению по запросу Комитета Министров Совета Европы;
- выносить Консультативные заключения о толковании Конвенции о защите прав человека и основных свобод, по вопросам, не связанным с рассмотрением дел[29].

## Приостановление ЕСПЧ рассмотрения всех жалоб в отношении отдельных стран
Известно несколько случаев, когда ЕСПЧ своим решением приостанавливал рассмотрение всех жалоб, поданных против конкретной страны. Так, 2 марта 2022 года ЕСПЧ по запросу украинского правительства приостановил рассмотрение всех жалоб, поданных против Украины. В декабре 2022 года ЕСПЧ возобновил рассмотрение жалоб против Украины. 16 марта 2022 года ЕСПЧ на основании решения председателя ЕСПЧ приостановил рассмотрение жалоб против России. 25 марта 2022 года ЕСПЧ возобновил рассмотрение жалоб против России.

## Решения Европейского суда по правам человека
Европейский суд выносит три основных вида решений (всего их более 10 видов):
- решение о неприемлемости, оформленное в виде письма, адресованного заявителю (более 95 % поданных жалоб);
- решение о неприемлемости или приемлемости жалобы в виде отдельного мотивированного документа, в переводе на русский именуемого собственно «решением» (англ. decision);
- окончательное решение по делу в переводе на русский, именуемое постановлением (англ. judgment); только в этом документе Европейский суд может признать нарушение прав человека.

На 13 февраля 2014 года Европейским судом по правам человека было вынесено 16 995 мотивированных решений (решений и постановлений).

### Межгосударственные процессы
Любое договаривающееся государство в Европейской конвенции о правах человека может подать в суд на другое договаривающееся государство за предполагаемые нарушения Конвенции, хотя на практике это очень редко. До 2020 года судом было решено только четыре межгосударственных дела:
- Ирландия против Великобритании (№ 5310/71), решение от 18 января 1978 года о бесчеловечном и унижающем достоинство обращении в Северной Ирландии (статья 3);
- Дания против Турции (№ 34382/97), решение от 5 апреля 2000 года о ратификации дружественного урегулирования 450 000 DKK в отношении датского гражданина, задержанного в Турции (статья 3);
- Кипр против Турции (№ 25781/94), постановление от 10 мая 2001 года о лечении пропавших без вести (статья 2, 3 и 5), право на возвращение греков, которые бежали на юг (статья 8, 13 и P1-1), права греков, все ещё живущих на севере (статьи 3, 8, 9, 10, 13, P1-1, P1-2) и судебного разбирательства военными судами (статья 6). Последующее решение от 12 мая 2014 года присудило 90 миллионов евро «справедливой компенсации» (статья 41);
- Грузия против Российской Федерации (№ 13255/07), решение от 3 июля 2014 года о коллективной высылке грузин из России (статьи 3, 5, 13, 38, P4-4).

За 2017 год ЕСПЧ рассмотрел 86000 жалоб, из которых 70 400 жалоб были признаны неприемлемыми или изъяты из рассмотрения (в том числе по 1500 жалобам заключено мировое соглашение, а по 754 жалобам принята односторонняя декларация).

## Срок рассмотрения жалобы в ЕСПЧ
Срок рассмотрения жалоб в ЕСПЧ различный. Есть жалобы, рассмотрение которых заняло у ЕСПЧ более 10 лет. 19 ноября 2019 года ЕСПЧ опубликовал решение по делу «Оботе против России» (речь шла о назначении заявителю штрафа в размере 500 рублей за уличную акцию), которое рассматривал более 10 лет. 25 февраля 2020 года ЕСПЧ вынес решение по делу «Дубровина и другие против России», по которому жалобы заявителей были поданы в ЕСПЧ 11 июля 2007 года (в решении было признано нарушение статьи 11 Европейской конвенции, причем, пока рассматривалось дело, одна из заявительниц умерла). 13 апреля 2023 года ЕСПЧ вынес решение по делу «Майборода против Украины», возбужденное по жалобе гражданки Украины, поданной 15 марта 2007 года (то есть рассмотрение дела заняло более 16 лет и за время рассмотрения жалобы заявительница умерла).

## Правописание названия на русском языке
В российских нормативно-правовых актах (например, АПК РФ, федеральном законе и указе президента) название суда пишется как «Европейский Суд по правам человека». В то же время в «Русском орфографическом словаре», Справочно-информационном портале «Русский язык» и на сайте Совета Европы наименование суда переводится как «Европейский суд по правам человека».

## Распределение жалоб по странам и по итогам рассмотрения
Согласно данным на конец 2019 года верхнюю часть списка стран по числу переданных судейским составам жалоб, находящихся на рассмотрении, занимают:
1. Россия — 14 800 (24,7 %)
2. Турция — 9050 (15,1 %)
3. Украина — 8700 (14,5 %)
4. Румыния — 7950 (13,3 %)
5. Италия — 3050 (5,1 %)

Смотрите статистику Суда по состоянию на 30.11.2019 года Архивная копия от 2 февраля 2020 на Wayback Machine
По числу жалоб, переданных судейским составам, на душу населения, первые места в 2013 г. занимают Сербия, Черногория, Хорватия и Молдова. Эстония находится на 12 месте, Украина — на 5-м, Латвия — на 15-м, Россия — на 21-м. Последние места занимают Испания, Дания, Великобритания, Ирландия.
По статистике за 1959—2010 годы 96 % поданных в суд жалоб были признаны неприемлемыми. Из остальных 4 %, по которым были вынесены решения по существу дела, в 83 % случаев суд усмотрел нарушения конвенции или её протоколов.

## ЕСПЧ и Грузия
Грузинским судьёй в ЕСПЧ с 8 января 2018 года является Ладо Чантурия.
На конец 2012 года Грузия занимает 20-е место по числу жалоб в ЕСПЧ на душу населения.
Согласно статистике ЕСПЧ, количество дел из Грузии растёт:
- 2006 год — 105
- 2007 год — 162
- 2008 год — 1771
- 2009 год — 2122

## ЕСПЧ и Россия
Россия ежегодно осуществляет выплаты по решениям ЕСПЧ: в 2016 году в федеральном бюджете на эти цели было зарезервировано около 9 млн евро (600 млн рублей). Большая часть этих выплат составляют компенсации за нарушения, допущенные при уголовном судопроизводстве — в 2016 году таких компенсаций было выплачено из федерального бюджета на общую сумму в более, чем 424 млн руб., а в 2017 году — более 900 млн руб.. Выплаты за нарушение уголовного судопроизводства по решениям ЕСПЧ в отношении России намного выше, чем выплаты по решениям российских судов реабилитированным лицам за незаконное уголовное преследование. Так в 2016 году в России на выплаты компенсаций за незаконное уголовное преследование было потрачено из федерального бюджета 177,7 млн рублей, а в 2017 году — 164,7 млн руб..
C 1 ноября 2012 г. судьёй от России в Европейском суде по правам человека избран Дмитрий Дедов, бывший до этого судьёй Высшего арбитражного суда России. Ранее российскими судьями в ЕСПЧ были Владимир Туманов и Анатолий Ковлер.
Уполномоченным Российской Федерации (то есть адвокатом правительства) долгое время работал Павел Лаптев, в 2007 году на эту должность назначена Вероника Милинчук, в 2008 году — Георгий Матюшкин (уволен 29 марта 2017 года).
На конец 2012 года Россия занимала первое место по общему числу жалоб в ЕСПЧ, а на март 2014 года — передвинулась с первого места на третье. При этом по числу жалоб на душу населения РФ занимала на конец 2012 года 21-е место из 47, а в 2018 году, по данным Минюста России, — уже 31-е.
Согласно статистике ЕСПЧ, количество дел из России, передаваемых судейским составам, меняется следующим образом:
- 2006 год — 10 132
- 2007 год — 9497
- 2008 год — 10 146
- 2009 год — 13 666[44]
- 2010 год — 14 309
- 2011 год — 12 455
- 2012 год — 10 755[41]

По данным на 2017 год, Россия занимает 2-е место среди стран – членов Совета Европы по числу жалоб, рассматриваемых ЕСПЧ, и лидирует по количеству признанных ЕСПЧ нарушений Европейской конвенции о правах человека. На Россию приходится 60 % всех решений ЕСПЧ о нарушении права на жизнь, половина решений о пытках, бесчеловечном обращении либо неэффективном расследовании жалоб на них и половина решений об отсутствии «эффективных средств правовой защиты», необоснованном задержании, аресте.
Периодически представители российских властей предлагают уменьшить количество исков, подаваемых в Европейский суд, путём запрета обращаться в Страсбург до исчерпания национальных средств правовой защиты. Однако такое требование и без того содержится в Европейской конвенции о правах человека. При этом сам ЕСПЧ под исчерпанием средств правовой защиты применительно к России понимает: 
- по гражданским делам жалобу в Европейский суд следует подавать в течение 6 месяцев после решения суда четвёртой (второй кассационной) инстанции, если дело рассматривалось в районном суде по первой инстанции;
- по уголовным делам после суда второй (апелляционной) инстанции и параллельно необходимо проходить кассационные инстанции;
- если дело рассматривалось в арбитражном суде, в Европейский суд следует обращаться после решения суда первой кассационной инстанции и параллельно необходимо обращаться в Верховный суд;
- если дело рассматривалось по правилам КАС РФ, то в Европейский суд следует обращаться после суда второй инстанции Архивная копия от 25 ноября 2015 на Wayback Machine.[53]

По состоянию на январь 2010 года судом приняты решения по существу по 862 российским делам, в 815 из которых было установлено нарушение хотя бы одной из статей Европейской конвенции о защите прав человека и основных свобод. В рамках исполнения предписываемых судом так называемых «мер общего характера» в российское законодательство и административную практику вносятся существенные изменения. Так, под влиянием ЕСПЧ заметные перемены произошли в российской уголовно-исполнительной системе, в настоящее время идёт работа по реформированию некоторых аспектов судопроизводства, исполнения решений судов.
В 2006 году глава МИД РФ Сергей Лавров назвал некоторые решения ЕСПЧ политизированными. В частности, он упомянул «дело Илашку» — участника приднестровского конфликта 1991—1992 годов. В 2004 году суд обязал Россию выплатить компенсацию морального вреда (187 тыс. евро) Илие Илашку за то, что его и четырёх его соучастников содержали в приднестровской тюрьме по обвинению в убийствах. Суд также постановил, что Россия, фактически контролирующая силовые органы Приднестровья, должна освободить оставшихся в тюрьме Александра Лешко, Андрея Иванцока и Тудора Петрова-Попу.
В 2015 году группа депутатов Госдумы обратилась в Конституционный суд с просьбой оценить возможности признания и исполнения постановлений ЕСПЧ, противоречащих положениям Конституции и правовым позициям КС. Заявители сослались, в частности, на дело ЮКОСа и дело Анчугова и Гладкова (о запрете участвовать в выборах для всех лиц, отбывающих срок лишения свободы). Суд решил, что «Россия в порядке исключения может отступить от исполнения возлагаемых на неё обязательств, если такое отступление является единственным возможным способом избежать нарушения основополагающих конституционных принципов»..
15 декабря 2015 года президент РФ Владимир Путин подписал закон, позволяющий Конституционному суду полностью или частично игнорировать резолюции Европейского суда по правам человека. Причиной для такого решения является тот случай, если решение последнего предположительно приводит к расхождению с Конституцией России. Сам законопроект был принят в ускоренном режиме Госдумой РФ (был внесён 18 ноября, принят — 4 декабря), за него проголосовали 436 парламентариев, против высказались только Дмитрий Гудков, Сергей Петров и объявленный в розыск Илья Пономарев (по доверенности). Сами поправки позволили Конституционному суду Российской Федерации легализовывать отказ российских властей от исполнения решения ЕСПЧ, требующего исполнения мер как общего, так и индивидуального (включая требование о выплате назначенной ЕСПЧ денежной компенсации). Поправки также дали Конституционному суду Российской Федерации фактическое право на пересмотр принятых им ранее решений, если решение ЕСПЧ им противоречит.
По состоянию на 2017 год Конституционный суд Российской Федерации разрешил властям России не исполнять всего два решения ЕСПЧ — по делам акционеров ЮКОСа и «Анчугов и Гладков против России».
На Постановление Конституционного суда Российской Федерации от 19 января 2017 года, разрешающее не исполнять решения ЕСПЧ, иногда ссылаются суды общей юрисдикции, отвечая на доводы жалоб. Например, судья Свердловского областного суда Наталия Краснова при рассмотрении оштрафованной за участие в несанкционированном митинге сторонников Алексея Навального Ирины Норман в решении от 12 декабря 2017 года отметила:

Ссылки на практику Европейского суда по правам человека об отсутствии в действиях Норман И. С. состава нарушения не свидетельствуют, поскольку приведенные постановления являются актами толкования права по конкретным делам и не подлежат исполнению, если они вступают в противоречие с положениями Конституции Российской Федерации, относящимися к основам конституционного строя России. Указанная правовая позиция выражена в Постановлении Конституционного Суда Российской Федерации от 19 января 2017 года № 1-П.
Подавляющее большинство решений ЕСПЧ власти России не исполняют, но и прямо не отказываются исполнять. В сентябре 2018 года Совет Европы опубликовал информацию, согласно которой из 2380 решений ЕСПЧ в отношении России власти России полностью исполнили только 608, то есть 25,5 %.
С 16 марта 2022 года Россия была исключена из Совета Европы и таким образом вышла из-под юрисдикции ЕСПЧ.

## Компенсация, присуждаемая ЕСПЧ заявителю и иные последствия удовлетворения жалобы
В случае признание нарушений прав заявителя ЕСПЧ присуждает ему «справедливую компенсацию» (англ. «just satisfaction», фр. «satisfaction équitable»). Компенсация включает в себя возмещение материального и нематериального вреда, причиненного заявителю (а также судебных расходов) и может выражаться в следующих формах:
- Неприсуждение компенсации. Здесь могут быть два варианта. В случае, если заявитель не заявил требование о компенсации, то ЕСПЧ не делает суждения о том, что сама по себе констатация нарушения уже достаточная компенсация. В случае, если заявитель потребовал компенсации, но ЕСПЧ посчитал, что её присуждать не стоит, то ЕСПЧ в решении признаёт, что сам по себе факт установления нарушения представляет собой достаточную справедливую компенсацию для заявителя;
- Денежная компенсация.
- Индивидуальные меры, которые должны принять национальные власти в отношении заявителя. Например, в постановлении по делу «Assanidze v. Georgia» ЕСПЧ в разделе о «справедливой компенсации» указал, что власти Грузии должны освободить заявителя в кратчайший возможный срок. По делу «Brumarescu v. Romania» ЕСПЧ предписал вернуть заявителю дом и землю.

ЕСПЧ может отказать в компенсации заявителю, если заявитель уже получил за то же нарушение компенсацию иным способом. Например, решением Европейского суда по правам человека от 27 июня 2023 года по делу «Bryan and others v. Russia» (жалоба 30 человек, подвергнутых в России уголовному преследованию в связи с делом Arctic Sunrise) было признано нарушение прав заявителей, но в компенсации морального вреда отказано со ссылкой на то, что заявители получили компенсацию в рамках соглашения между Россией и Нидерландами в 2019 году.
ЕСПЧ может признать нарушение, но о компенсации вынести отдельное решение спустя некоторое время. Так, в 2014 году ЕСПЧ признал (по жалобе Грузии), что Россия нарушила Конвенцию (при депортации грузинских граждан в 2006 году), но отдельное решение о компенсации (10 миллионов евро) было вынесено ЕСПЧ только пять лет спустя - в 2019 году. ЕСПЧ может вынести решение об установлении факта нарушения прав заявителя и предложить национальным властям договориться с заявителем о размере компенсации. Если стороны не договорятся, то ЕСПЧ дополнительным решением назначает компенсацию. Например, в деле Borisov v. Ukraine ЕСПЧ в 2021 году признал, что власти Украины нарушили право заявителя и предложил сторонам договориться, но так как стороны не договорились, то в 2023 году ЕСПЧ назначил заявителю компенсацию.
Даже в случае отказа в компенсации заявитель (в случае установления ЕСПЧ нарушений Конвенции в его деле) получает право на пересмотр решений национальных судов. Для этого он вправе подать после вынесения решения ЕСПЧ соответствующее обращение в национальный суд. Например, в 2018 году ЕСПЧ отказал в компенсации (признав нарушение статьи 6 Европейской конвенции — права на справедливый суд) в деле адвокатов Сергея Бородина и Алексея Пауля. Оба заявителя получили от муниципального предприятия за юридические услуги по решению российского суда гонорар, а через три года должны были вернуть их по требованию прокуратуры (полностью вернул только Бородин). Решение ЕСПЧ означает, что оба адвоката получили право подать в российский суд на пересмотр их дела.
Если в отношении заявителя позднее выносилось новое решение ЕСПЧ (по иной жалобе, но связанное с предыдущими решениями), то ЕСПЧ учитывал факт исполнения национальными властями предыдущего своего решения. Так, в постановлении по делу «Рустамзаде против Азербайджана» от 23 февраля 2023 года ЕСПЧ отметил, что власти Азербайджана исполнили ранее вынесенное ЕСПЧ постановление в отношении прочих участников группы (постановление ЕСПЧ от 7 июня 2018 года по делу «Рашад Гасанов и другие против Азербайджана»), в составе которой был осужден заявитель (причем это исполнение было истолковано ЕСПЧ как доказательство обоснованности требований заявителя по новой жалобе):

Более того, в рамках исполнения решения суда по делу Рашада Гасанова и других (упомянутых выше), Постановлением от 19 ноября 2021 года Пленум Верховного суда отменил решения региональных судов, касающиеся уголовного осуждения четырех членов… и прекратил уголовное преследование в отношении них ввиду недоказанности их вины.

## Признание преследования заявителя политически мотивированным
ЕСПЧ может признать действия властей в отношении заявителя политически мотивированными согласно статье 18 Европейской конвенции о защите прав человека и основных свобод. Такое признание бывает крайне редко — по состоянию на ноябрь 2018 года ЕСПЧ делал его всего 12 раз (все случаи касались арестов и были вынесены в отношении стран бывшего СССР — России, Грузии, Азербайджана, Украины и Молдовы). В отношении России статья 18 применялась дважды — в деле Владимира Гусинского (2004) и Алексея Навального (2018).

## Неисполнение национальными властями решений ЕСПЧ
Постановления ЕСПЧ обязательны к исполнению властями того государства, в отношении которого они вынесены. Иногда национальные власти отказываются исполнять отдельные решения ЕСПЧ. При этом национальные власти используют решения национальных судов (в том числе национальных органов конституционного контроля).
Отказ исполнения решения ЕСПЧ национальные власти облекали в форму уведомления ЕСПЧ и Комитета министров Совета Европы, что аналогичные нарушения, выявленные в решении ЕСПЧ, будут и впредь иметь место до «завершения внутренней законодательной реформы» (на практике это «завершение» могло длиться годами). К 2017 году произошел лишь один открытый конфликт, связанный с отказом исполнять решение ЕСПЧ: отказ британского парламента в 2012 году предоставить избирательное право заключенным в соответствии с решением ЕСПЧ по делу «Хёрст против Великобритании». .
Национальные власти порой не исполняют решения ЕСПЧ, не делая об этом специальных заявлений. ЕСПЧ может принять меры против такого рода неисполнения — например, начать начислять неустойку за задержку выплаты присужденной заявителю компенсации. Есть страны Совета Европы, которые не исполнили подавляющее большинство принятых против них постановлений ЕСПЧ. Например, по состоянию на сентябрь 2018 года Азербайджан из принятых против него 203 постановлений исполнил только 3 (1,5 %), Россия из принятых против неё 2380 постановлений ЕСПЧ исполнила только 608 (25,5 %).
Не исполнять могут также решения, связанные с применением индивидуальных (не материальных) мер в отношении заявителя. В частности, 17 февраля 2021 года ЕСПЧ потребовал от правительства России немедленно освободить из мест лишения свободы политика Алексея Навального. Московский городской суд отказался освобождать Навального, отметив в решении, что ЕСПЧ «не является вышестоящим судом для судебной системы Российской Федерации» и не вправе «давать судам Российской Федерации какие-либо категоричные указания и вмешиваться в деятельность национальных судов».

### Великобритания
Верховный суд Великобритании к 2017 году сформулировал условия, при которых можно не исполнять решение ЕСПЧ, вынесенное в отношении Великобритании:
- Когда есть основание предполагать, что ЕСПЧ в ближайшем будущем будет того же мнения, что и британский суд;
- Суду следует придавать большее значение позиции законодателя, который определил баланс прав и интересов иначе, чем ЕСПЧ;
- Позиция ЕСПЧ по правам человека является явно устаревшей;
- Решение ЕСПЧ надо принимать во внимание, но следовать им только, если они не противоречат основополагающим материальным и процессуальным нормам национального права.

### Германия
Федеральный конституционный суд Германии в «деле Гергулю» поставил Конституцию Германии выше, чем Европейскую конвенцию: указал немецким судам принимать во внимание это решение ЕСПЧ, не нарушая Конституции Германии. В итоге решение ЕСПЧ по «делу Гергулю» было исполнено, что в 2009 году констатировал Комитет министров Совета Европы.

### Италия
В Италии противоречия между Конституцией и решениями ЕСПЧ возникали дважды:
- «Скордино против Италии» от 29 марта 2006 года (право государства присваивать собственность человека без покупки).
- «Маджо и другие против Италии» от 19 ноября 2012 года (трансграничные пенсионные выплаты). Конституционный суд Италии признал неконституционность тех национальных законов, которые привели к нарушениям, выявленным ЕСПЧ и постановил привести их в соответствие с той интерпретацией, которую дал ЕСПЧ.

### Молдова
«Дело Тэнасе против Молдовы» (Tenase vs. Moldova) стало основой для разногласий между Конституционным судом Молдовы и ЕСПЧ. По этому делу ЕСПЧ 18 ноября 2008 года установил, что, запрещая лицам с двойным гражданством избираться депутатами, молдавский законодатель нарушил право на свободные выборы. 26 мая 2009 года Конституционный суд Молдовы своим решением фактически отказался признать обязательность этого решения. Большая палата ЕСПЧ в решении от 27 апреля 2010 года подтвердила, что в данном случае было нарушено право на свободные выборы. В том же 2010 году парламент Молдовы отменил этот закон. Таким образом решение ЕСПЧ было исполнено.